# باول دايسون
باول دايسون (بالإنجليزية: Paul Dyson)‏ (27 ديسمبر 1959 في المملكة المتحدة - ) هو لاعب كرة قدم بريطاني في مركز الدفاع. شارك مع منتخب إنجلترا تحت 21 سنة لكرة القدم. أما مع النوادي، فقد لعب مع ستوك سيتي وكوفنتري سيتي ونادي كرو ألكساندرا ووست بروميتش ألبيون ونادي سوليهول لكرة القدم ونادي تلفورد يونايتد ودارلينجتون إف سى.

## وصلات خارجية
- باول دايسون على موقع قاعدة بيانات كرة القدم.إي يو (الإنجليزية)